# Siamès tradicional

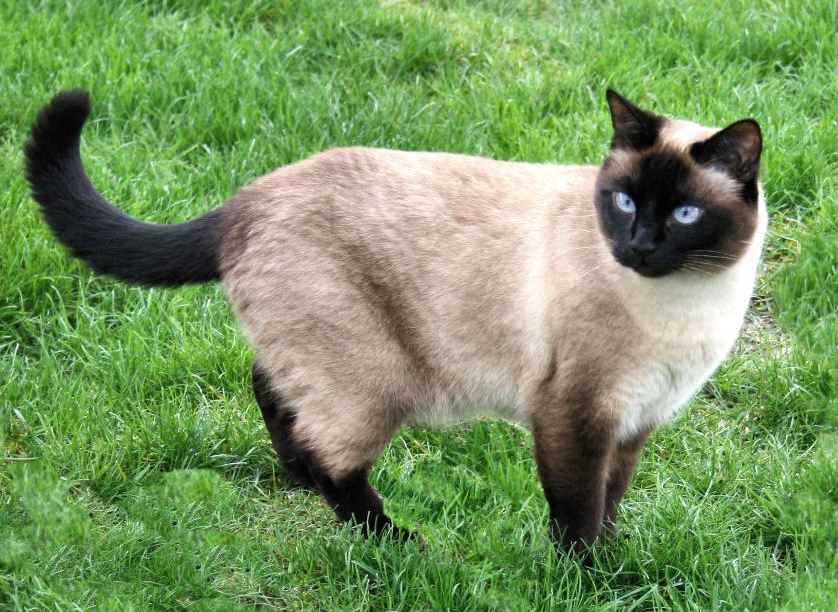
Siamès tradicional o thai

El siamès (o siamés) tradicional o thai és una raça de gat originària de Tailàndia i equivalent al siamès antic.

## Història

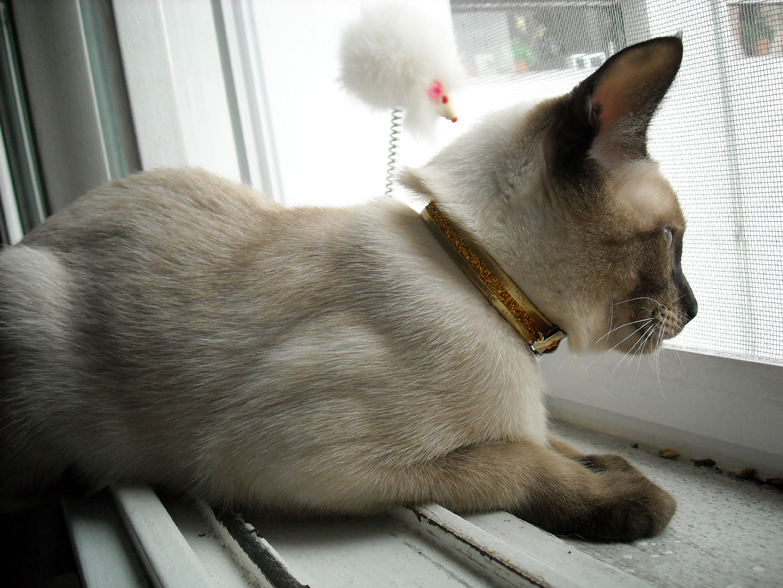
Gata siamesa tradicional

El gat thai té el seu origen a Tailàndia, on és conegut amb el nom de Wichien-Maat. Al segle xix, aquesta raça fou importada a Anglaterra i el 1871 fou exhibida per primer cop al London Crystal Palace. En aquest moment s'establí la distinció entre, per una banda, el thai o siamès tradicional, de cap rodó (applehead siamese) i, per una altra, el siamès modern, de cap amb forma allargada i triangular (long-headed type).
Si bé el thai és molt antic, només el 1950 va tenir el seu començament com a raça, quan els criadors començaren a donar-li difusió. El 1980 sorgiren els primers clubs dedicats als gats thai, als Estats Units i a Europa. Però fou a finals del segle xx quan les organitzacions com TICA (The International Cat Association) i WCF (World Cat Federation), entre altres institucions, van reconèixer el thai com una nova raça. Actualment existeix un estàndard específic per al thai, diferent del del siamès modern.
Des de l'any 2001 els criadors començaren a importar el gat original de Tailàndia amb l'objectiu d'estendre i preservar el gen del thai, i també per a diferenciar-lo del siamès occidental o modern.

## El thai: una nova raça
Existeix una disputa al voltant d'aquesta nova raça. L'organització TICA aprovà, el 2007, un nou estàndard per al thai, amb l'aparença del vell estil de siamès (Old Style Siamese).
Durant anys, i com a producte d'un treball de selecció de criadors nord-americans, va aparèixer un fenotip de siamès extremadament prim i estilitzat, amb llargues extremitats i cap triangular, que s'ha imposat durant el segle XX i que és reconegut per totes les organitzacions felines internacionals. Amb el pas del temps, el siamès modern començà a denominar-se simplement "siamès", en detriment del siamès original o thai.
L'acceptació de l'antic tipus de siamès per part de TICA no fou ben rebuda per part d'alguns criadors, que preferien la varietat d'aparença més refinada i prima que presenta el siamès modern per a les exposicions i concursos felins.

## Descripció de l'estàndard

### Estàndard del siamès tradicional
- Cos: de mida mitjana i musculós, però alhora prim i elegant. Les potes són de longitud mitjana, amb les puntes arrodonides. La cua és de mida mitjana també.
- Cap: arrodonit, de mida moderada, amb forma de falca. Perfil lleugerament corb amb una clivella al nivell dels ulls. Barbeta fort i mandíbula baixa, morro arrodonit.
- Orelles: de mida mitjana, amples a la base.
- Ulls: grans i lleugerament oblics, de color blau vívid. La parpella superior és ametllada i la inferior força arrodonida.
- Pèl: curt, brillant i setinat, de textura sedosa. Sense subcapes de pèl.
- Color: el thai és un gat acolorit en les puntes.
- Faltes: l'objectiu de la criança del thai és atènyer el tipus tradicional del siamès. Qualsevol canvi sobre el tipus original es considerarà com una hibridació amb altres races i descalificarà l'exemplar a nivell de competició.

### Varietats de color

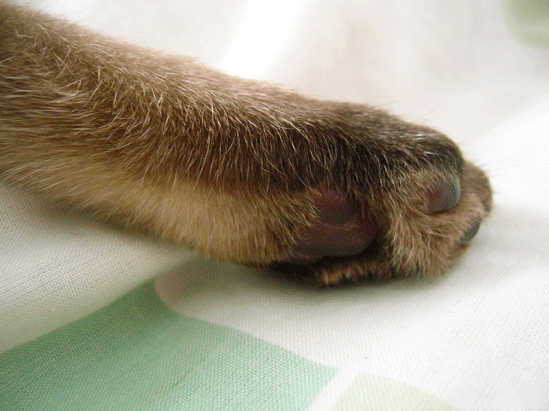
Chocolate point

El thai és un gat acolorit a les puntes o extremitats (pointed).
Colors:
- Seal point (marró fosc)
- Chocolate point (marró clar)
- Blue point (gris fosc)
- Lilac point (gris clar)
- Red point (taronja fosc)
- Cream point (taronja clar o crema)

Varietats:
- Seal (sòlid)
- Tabby (ratllat)
- Tortie (tacat)

## Caràcter i personalitat

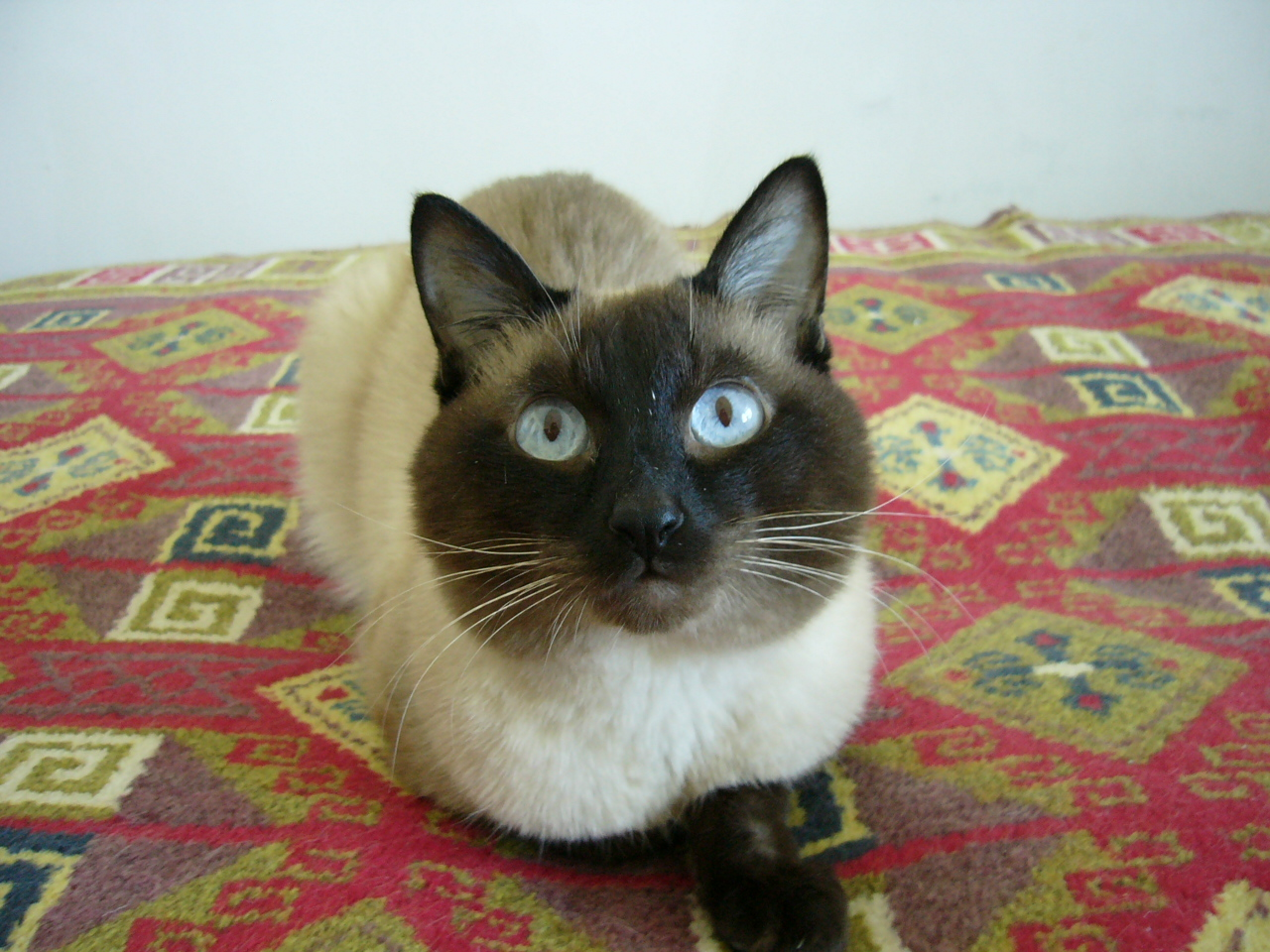
Thai

El thai és un gat que es caracteritza per la seva curiositat i agilitat. El seu comportament és summament temperamental, tot i que molt afectuós i afectuós amb els seus amos, i sociable amb les persones. És una raça intensament activa i enèrgica, i també comunicativa per les seves freqüents vocalitzacions. Qui ha tingut thais comenta que és possible treure'ls a passejar amb una corretja.

## Diferències entre el siamès tradicional i elsiamès modern

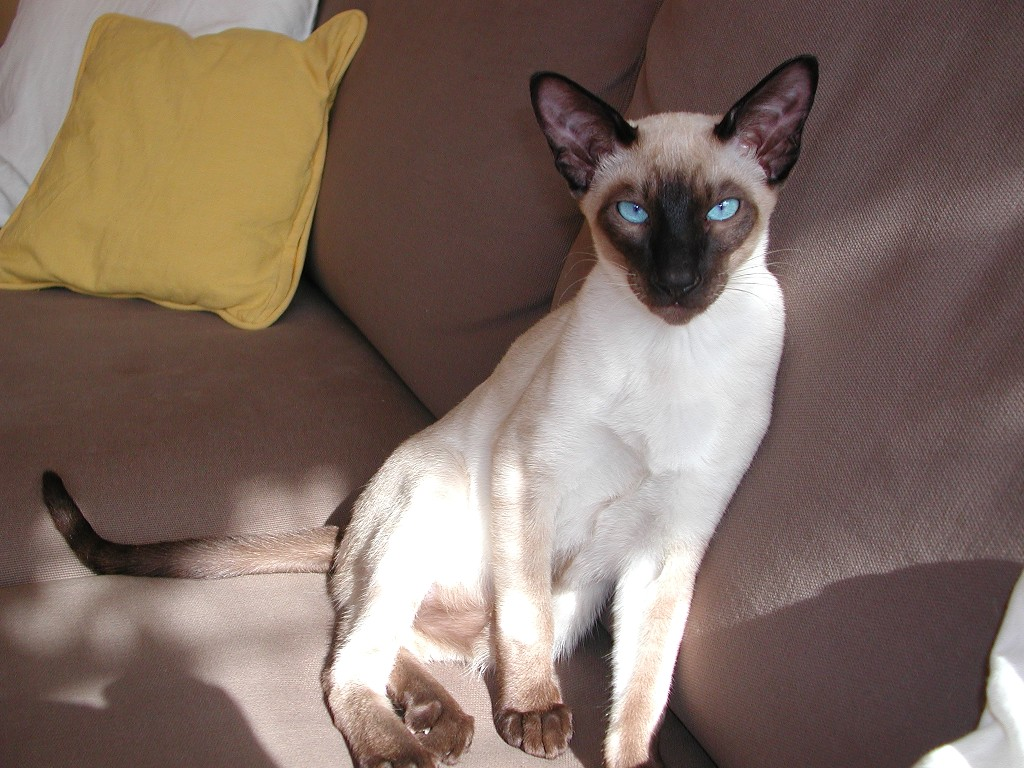
Siamès modern

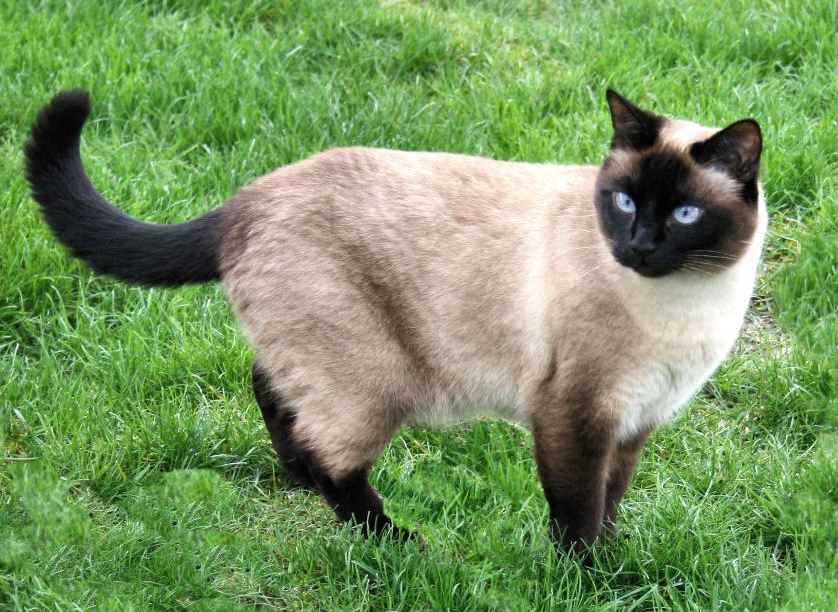
Siamès tradicional o thai

Són races diferents, tot i que semblants i confoses entre si.
L'estàndard del siamès o siamès modern indica un cos elegant, prim, estilitzat, flexible i ben musculós, entre altres característiques físiques. El pelatge és acolorit a les puntes, en totes les varietats acceptades (sòlids, tabbys i torties) i en tots els colors (seal, chocolate, red, cream, lilac, blue).
El siamès tradicional o thai, si bé comparteix algunes característiques amb el siamès modern (per exemple: el patró de coloració) se'n diferencia per les seves formes arrodonides. Així, el thai (que és comunament confós amb el siamès pròpiament dit) presenta un cos més compacte i rodó, cap amb galtes plenes i arrodonides, morro més curt, orelles d'inserció alta, però no enormes, ulls allargats (no totalment oblics) celestes o blaus, cua més curta i generalment amb la punta més arrodonida i més gruixuda. Els colors acceptats són els mateixos que per al siamès modern.

## Diferències entre el siamès tradicional i elgat snowshoe

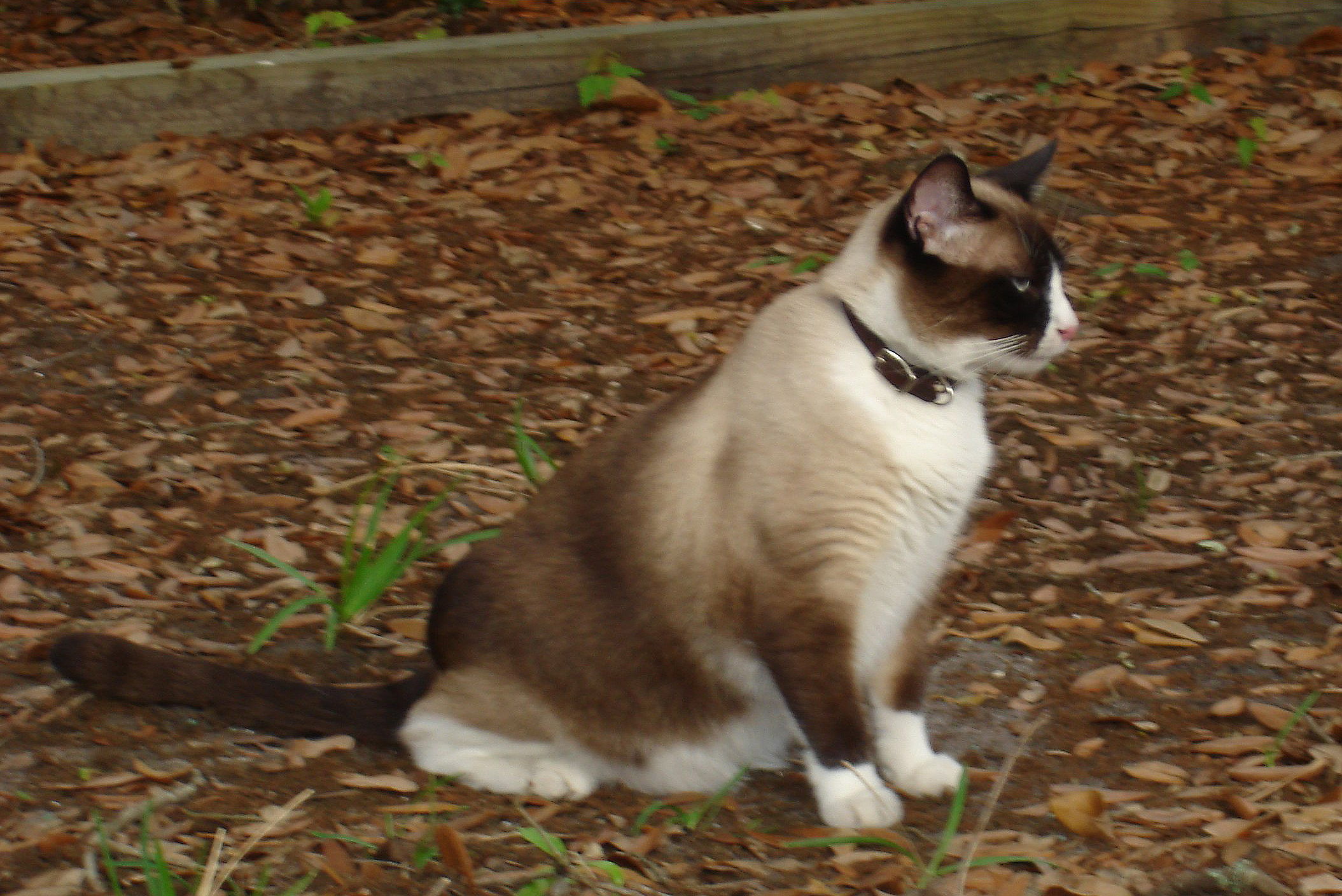
Gat snowshoe.

Hi ha una altra raça que és freqüentment confosa amb el tai: el gat snowshoe. Aquesta raça, també reconeguda per la TICA (The International Cat Association) i altres organitzacions, té els mateixos estàndards que el tai però la diferència més marcada és la presència del color blanc en el pelatge en forma de "botetes blanques" en les quatre potes. Així mateix, és acceptat en totes les varietats i colors point.